# Annibale Brugnoli
Annibale Brugnoli (Pérouse, 1843-1915) est un peintre italien actif au XIXe et au début du  XXe siècle.

## Biographie
Annibale Brugnoli a fréquenté l'Académie des Beaux-Arts de Pérouse sous la tutelle du maître peintre Silvestro Valeri. Il se rendit à Naples afin d'affiner sa technique artistique auprès de l'école de Domenico Morelli duquel il a hérité un goût prononcé pour le réalisme. Il devint une célébrité de l'art décoratif et un des décorateurs le plus renommé de la ville.
Après sa participation à l'exposition de Paris (1878), il enregistra de nombreuses commandes (Théâtre lyrique de Milan, Salle d'attente royale de la Stazione Termini de Rome). Il a été, avec le peintre Domenico Bruschi, un des principaux protagonistes à Pérouse de la peinture du Stile Liberty (période postérieure à l'unité italienne) en décorant à fresques le Palazzo Cesaroni (Danza delle ore) (Siège actuel du conseil régional d'Ombrie), le Palazzo Graziani et le Palazzo delle Poste.
De nombreux dessins et études de sa production sont conservés à la Galleria Comunale d'Arte Moderna de Rome.
La fondation de la Cassa di Risparmio de Pérouse lui a dédié une monographie.

## Œuvres
Décoration :
- Palais du Quirinal, Rome.
- Teatro Costanzi (1880), Rome.
- Salle d'attente royale (détruite), Stazione Termini, Rome.
- Palazzo Salviati, Lungara, Rome.
- Théâtre lyrique (détruit), Milan.
- Palazzo Graziani et le Palazzo delle Poste, Pérouse.
- Danza delle ore, Palazzo Cesaroni, Pérouse
- Fresques, Dôme, L'Aquila.
- Fresques, Villa Vinci Boccabianca, Cupra Marittima.

## Sources
- (it) Cet article est partiellement ou en totalité issu de l’article de Wikipédia en italien intitulé « Annibale Brugnoli » (voir la liste des auteurs).